# Llista de monuments gestionats pel Museu d'Història de Catalunya
Llista de monuments gestionats pel Museu d'Història de Catalunya després de ser transferits per la Generalitat de Catalunya d'acord amb el Decret 201/2004 del 24 de febrer. S'atribueixen al Museu d'Història de Catalunya els monuments oberts al públic propietat de la Generalitat de Catalunya que estan sota la custòdia del Departament de Cultura i els monuments que són propietat d'altres entitats públiques o privades, que n'han encomanat la gestió al Departament de Cultura.
| Monument                                                                         | Protecció       | Estil/època                                                                    | Localització                                                          | Coordenades                                          | Codi?         | Imatge |
| -------------------------------------------------------------------------------- | --------------- | ------------------------------------------------------------------------------ | --------------------------------------------------------------------- | ---------------------------------------------------- | ------------- | --- |
| Casa natal de Rafael Casanova, Museu Comarcal de Moià                            | BCIN 364-MH     | Gòtic tardà XVI-XVIII                                                          | Moià C. Rafael Casanova, 17                                           | 41° 48′ 41″ N, 2° 05′ 54″ E / 41.811505°N,2.098294°E | RI-51-0010488 | Casa natal de Rafael Casanova (Moià) · Vegeu més fotos d'aquest monument · Carregueu una nova foto d'aquest monument                 |
| Casa Prat de la Riba, o Can Padrós                                               | BCIN 99-MH      | Obra popular XVIII                                                             | Castellterçol Pl. de Prat de la Riba, 7                               | 41° 45′ 05″ N, 2° 07′ 10″ E / 41.751494°N,2.119446°E | RI-51-0005097 | Casa Prat de la Riba (Castellterçol) · Vegeu més fotos d'aquest monument · Carregueu una nova foto d'aquest monument                 |
| Castell de Cardona                                                               | BCIN 620-MH-ZA  | Romànic, gòtic X-XI, XIV-XV, XVIII-XIX                                         | Cardona                                                               | 41° 54′ 52″ N, 1° 41′ 08″ E / 41.914474°N,1.685558°E | RI-51-0005236 | Castell de Cardona · Vegeu més fotos d'aquest monument · Carregueu una nova foto d'aquest monument                                   |
| Palau Moja, Palau Comillas o del Marquès de Comillas                             | BCIN 50-MH      | Neoclassicisme XVIII                                                           | Barcelona C. de la Portaferrissa, 1                                   | 41° 22′ 59″ N, 2° 10′ 19″ E / 41.38314°N,2.17186°E   | RI-51-0003801 | Palau Moja (Barcelona) · Vegeu més fotos d'aquest monument · Carregueu una nova foto d'aquest monument                               |
| Torre del castell de la Manresana                                                | BCIN 1313-MH-ZA | Romànic XII                                                                    | Els Prats de Rei Camí rural sortint de la crta. BV-1031, km 1,7       | 41° 41′ 48″ N, 1° 33′ 07″ E / 41.696758°N,1.552049°E | RI-51-0005603 | Torre del castell de la Manresana (els Prats de Rei) · Vegeu més fotos d'aquest monument · Carregueu una nova foto d'aquest monument |
| Castell de Claramunt                                                             | BCIN 1275-MH-ZA | Romànic, gòtic XII-XIV                                                         | La Pobla de Claramunt Camí del Castell sortint del c. d'Àngel Guimerà | 41° 33′ 18″ N, 1° 40′ 10″ E / 41.554951°N,1.669398°E | RI-51-0005593 | Castell de Claramunt (la Pobla de Claramunt) · Vegeu més fotos d'aquest monument · Carregueu una nova foto d'aquest monument         |
| Canònica de Santa Maria de Vilabertran, o Monestir de Santa Maria de Vilabertran | BCIN 232-MH-ZA  | Romànic, gòtic, gòtic tardà, obra popular XI-XII, XII-XIII, XIV-XV, XVI, XVIII | Vilabertran C. Abadia, 4                                              | 42° 16′ 56″ N, 2° 58′ 45″ E / 42.28215°N,2.979046°E  | RI-51-0000353 | Canònica de Santa Maria de Vilabertran · Vegeu més fotos d'aquest monument · Carregueu una nova foto d'aquest monument               |
| Monestir de Sant Pere de Rodes, o Sant Pere de Roda                              | BCIN 181-MH-ZA  | Preromànic, romànic, gòtic X, XII, XV, XVII                                    | El Port de la Selva Camí del Monestir                                 | 42° 19′ 24″ N, 3° 09′ 58″ E / 42.323292°N,3.166238°E | RI-51-0000348 | Monestir de Sant Pere de Rodes (el Port de la Selva) · Vegeu més fotos d'aquest monument · Carregueu una nova foto d'aquest monument |
| Convent de Sant Bartomeu                                                         | BCIN 79-MH-ZA   | Gòtic tardà, renaixement XVI, XX                                               | Bellpuig Ctra. de Belianes                                            | 41° 37′ 14″ N, 1° 00′ 32″ E / 41.620456°N,1.008830°E | RI-51-0005096 | Convent de Sant Bartomeu (Bellpuig) · Vegeu més fotos d'aquest monument · Carregueu una nova foto d'aquest monument                  |
| Castell de Miravet                                                               | BCIN 1043-MH-ZA | Romànic, obra popular XI-XII, XII-XIII, XVII, XVIII-XIX                        | Miravet Camí del Castell                                              | 41° 02′ 08″ N, 0° 35′ 38″ E / 41.035597°N,0.594017°E | RI-51-0006642 | Castell de Miravet · Vegeu més fotos d'aquest monument · Carregueu una nova foto d'aquest monument                                   |
| Cartoixa d'Escaladei                                                             | BCIN 162-MH-ZA  | Romànic, gòtic, barroc, neoclassicisme XIII, XIV, XV, XVII-XVIII               | La Morera de Montsant Camí de la Cartoixa                             | 41° 15′ 25″ N, 0° 48′ 37″ E / 41.256899°N,0.810147°E | RI-51-0004434 | Cartoixa d'Escaladei (la Morera de Montsant) · Vegeu més fotos d'aquest monument · Carregueu una nova foto d'aquest monument         |
| Castell monestir d'Escornalbou                                                   | BCIN 1373-MH    | Romànic XII-XIII, XX                                                           | Riudecanyes Ctra. TP-3211 d'Escornalbou                               | 41° 07′ 40″ N, 0° 54′ 56″ E / 41.127778°N,0.915556°E | RI-51-0006701 | Castell monestir d'Escornalbou (Riudecanyes) · Vegeu més fotos d'aquest monument · Carregueu una nova foto d'aquest monument         |
| Monestir de Santes Creus                                                         | BCIN 4-MH-ZA    | Romànic, gòtic, barroc XII-XVIII                                               | Aiguamúrcia Pl. Jaume el Just, 6-7, Santes Creus                      | 41° 20′ 47″ N, 1° 21′ 51″ E / 41.346261°N,1.364246°E | RI-51-0000196 | Monestir de Santes Creus (Aiguamúrcia) · Vegeu més fotos d'aquest monument · Carregueu una nova foto d'aquest monument               |